# Aeropuerto de Chu Lai
El Aeropuerto Chu Lai (Sân bay Chu Lai) está localizado en Tam Kỳ, Vietnam. Este aeropuerto tiene una pista de aterrizaje de 3048m x 45 m e 3000x45 me (asfalto), capaz para servir un avión de gama media como Airbus A321.

## Aerolíneas y destinos
- Vietnam Air Services Company (Ciudad Ho Chi Minh) (Aeropuerto internacional de Tan Son Nhat)
- Vietnam Airlines (Hanoi) (Aeropuerto internacional de Noi Bai)